# Трамбулина
Трамбулина је справа која служи за спорт или рекреацију. Састоји се од чврстог еластичног платна развученог око металног оквира округлог или правоугаоног облика. Платно је причвршћено на оквир јаким еластичним тракама или опругама. Скакање на трамбулини је изузетно забавно, али потенцијално опасно због висине скока која се може постићи јачим одразом. Због тога је оквир трамбулине често заштићен сунђером или другим меким материјалом. 

## Врсте трамбулина
Оквир такмичарског трамбулина направљен је од челика и може се начинити тако да се преклопа при превозу до места такмичења. Трамбулински лежај је правоугаоног облика димензија 4,28 m × 214 m (14 ft 1 in × 702 ft 1 in) са величином уграђеног оквира од 5,05 m × 291 m (17 ft × 955 ft) и са око 110 челичних опруга (стваран број се може разликовати у зависности од произвођача). Лежај је направљен од јаке тканине, иако она сама по себи није еластична; еластичност пружају само опруге. Тканина се може бити исткана од јаког предива, што је најчешће коришћени материјал. Међутим, на Светском првенству 2007. године у Квебек Ситију кориштен је Росов лежај (или двонитни лежај), исткан од индивидуалних танких струна. Ова врста лежаја даје мало додатне висине при одскоку.

## Историја

### Рани уређаји налик трамбулини
Игру сличну трамбулинирању развили су Инуити, који би бацали плесаче са ћебадима у ваздух на кожи моржа једног по једног (види Налукатак) током пролећне прославе жетве китова. Постоје и извесни докази да су људи у Европи бацани у ваздух од стране више људи који држе ћебе. Мак у Вејкфилдској мистериозној представи Друга пастирска игра и Санчо Панса у Дон Кихоту су подвргнути овој пракси – међутим, ово су очигледно недобровољни, нерекреативни случајеви квази-судског кажњавања које спроводи руља. Безбедоносне мреже налик онима на трамбулину некада су користили ватрогасци да би ухватили људе који искачу из запаљених зграда. Оне су изумљене 1887. године
Постер из 19. века за Краљевски циркус Пабла Фанкеа односи се на наступ на трамбулину. Сматра се да је уређај више личио на одскочну даску него на апарат са тканином и намотаним опругама који се тренутно користи.
Вилијам Дејли Пејли из компаније Томас А. Едисон, Инк снимио је иницијацију бацањем ћебетом новог регрута у Компанији Ф, 1. Охајски волонтери 1898. године.

### Први модерни трамбулини
Први модерни трамбулин изградили су Џорџ Нисен и Лари Гризволд 1936. године. Нисен је био такмичар у гимнастици и скоковима у воду, а Грисволд је био припадник у гимнастичког тима, обоје на Универзитету у Ајови, Сједињене Државе. Они су посматрали уметнике на трапезу како користе чврсту мрежу да додају забавну вредност свом наступу и експериментисали су растезањем комада платна, у који су уметнули отворе дуж сваке стране, до угаоног гвозденог оквира помоћу намотаних опруга. То је првобитно кориштено за тренирање превртача, али је убрзо постало популарно само по себи. Нисен је објаснио да име потиче од шпанског trampolín, што значи даска за скок у воду. Нисен је чуо ту реч на демонстрационој турнеји у Мексику током касних 1930-их и одлучио је да користи англизовани облик као заштитни знак за апарат.
Генерички термин за заштићени трамбулин био је rebound tumbler и спорт је почео под тим називом. Од тада је уређај изгубио свој заштитни знак и назив постао је генерички заштитни знак.
Рано у развоју уређаја Нисен је предвидео да ће се трамбулини користити у бројним рекреативним подручјима, укључујући и оне које укључују више од једног учесника на истом трамбулину. Једна таква игра је била спејсбол—игра два тима од по два играча на једном трамбулину са посебно конструисаним крајњим „зидовима“ и средњим „зидом“ кроз који је лопта могла да се провуче и погоди мету на крајњем зиду друге стране.

### Користи се у летењу и обуци астронаута
Током Другог светског рата, Америчка морнаричка школа летења развила је употребу трамбулина у својој обуци пилота и навигатора, дајући им концентрисану праксу у просторној оријентацији која раније није била могућа. Након рата, развој програма свемирских летова поново је довео трамбулин у употребу као помоћ у обуци америчких и совјетских астронаута, дајући им искуство променљивих положаја тела у лету.

## Комерцијални трамбулински паркови
Године 1959. и 1960. постало је веома популарно имати отворене комерцијалне „центре за скокове” или „трамбулинске паркове” на многим местима у Северној Америци где су људи могли да уживају у рекреативном трчењу на трамбулини. Међутим, они су имали високу стопу несрећа, а интересовање јавности је брзо опадало.
Почетком 21. века, затворени комерцијални трамбулински паркови су се вратили, са бројним франшизама које раде широм Сједињених Држава и Канаде. АБЦ Њуз су известиле да је 2014. године у Сједињеним Државама радило најмање 345 трамбулинских паркова. Слични паркови су недавно отворени и у другим земљама. Међународна асоцијација трамбулинских паркова (IATP) проценила је да је број паркова порастао са 35-40 паркова у 2011. на око 280 у 2014. Следеће године, IATP је проценио да је до краја 2014. отворено 345 паркова, а да ће још 115 паркова бити отворено до краја 2015. у Северној Америци. IATP је такође проценио да је на крају 2014. године било 40 паркова ван Северне Америке, а да ће до краја 2015. бити најмање 100 пикривених трамбулинских паркова отворено на међународном нивоу. Од марта 2019, CircusTrix (и његова подружница Скај Зона) је највећи оператер трамбулинских паркова у САД и свету, са 319 паркова који раде под њиховим брендовима.
Ови комерцијални паркови се налазе у затвореном простору и имају трамбулине од зида до зида како би се спречило да људи падају са трамбулина на тврде површине. Обложени или опружни зидови штите људе од повреда. Упркос овим мерама предострожности, забележен је најмање један смртни случај услед слетања главом у трамбулинском парку. У марту 2012. бацач њујоршких Јенкија Џоба Чемберлејн озбиљно је повредио скочни зглоб док је скакао у комерцијалном центру за скокове у Тампи са својим сином. Године 2018, један човек је умро у трамбулинском парку у Британској Колумбији, што је изазвало позиве за увођење додатних безбедносних прописа за ове популарне активности.

## Безбедност
Коришћење трамбулина може бити опасно. Организовани клубови и теретане обично имају велике сигурносне бочне палубе са јастучићима од пене на сваком крају, а посматрачи су постављени поред трамбулина како би покушали да прекину пад сваког спортисте који изгуби контролу и падне. Године 1999, америчка Комисија за безбедност потрошачких производа проценила је да је било 100.000 посета хитној служби болница због повреда на трамбулини.
Због много већег броја укључених и нижих безбедносних стандарда, већина повреда се дешава на кућним трамбулинама у приватном власништву или у комерцијалним објектима за трамбулине, а не на организованим теретанама.
Маркетплејс емисија CBC телевизије известила је да је индустрија трамбулинских паркова нерегулисана у Канади, са различитим стандардима за дубину јастучића и пене, самоинспекције и поправке, и да се не захтева да се пријаве повреде. Такође је примећено да је генерално било премало особља за спровођење правила и да су промотивни огласи често приказивали учеснике како се упуштају у салто, иако је то изузетно опасно без одговарајуће обуке. Сви трамбулински паркови се ослањају на одрицање од одговорности, где потписник преузима ризик активности, укључујући случајеве када су повреде настале услед немара установе или лоше одржаване опреме, уместо да се појачају безбедносни стандарди и надзор.
Одскакивање од трамбулина може довести до пада са 3—4 m (10—13 ft) од врха одскока на земљу или пада у опруге и потпорни вешања. Последњих година дошло је до повећања броја кућних трамбулина и одговарајућег повећања броја пријављених повреда. Неке медицинске организације су предложиле да се уређаји забрани за кућну употребу.
Обука у теретани може бити корисна у упозоравању људи на могуће опасности и пружању техника за избегавање лоших падова.